# Тойворово
То́йворово (фин. Toivari) — деревня в Гатчинском муниципальном округе Ленинградской области.

## История
На «Топографической карте окрестностей Санкт-Петербурга» Ф. Ф. Шуберта 1831 года упомянуты деревни: Тойворова (расположенная восточнее деревни Малое Сяськелево, из 3 дворов, ныне не существующая) и Тойварова (расположенная севернее деревни Большое Сяськелево, из 5 дворов).

ТАЛВОРЕ — деревня Войсковицкой мызы, принадлежит Кандалинцевой, надворной советнице, число жителей по ревизии: 9 м. п., 12 ж. п. (1838 год)

На карте Ф. Ф. Шуберта 1844 года и С. С. Куторги 1852 года, обозначена как деревня Тойварова.
На этнографической карте Санкт-Петербургской губернии П. И. Кёппена 1849 года она обозначена как деревня «Toiwari», расположенная в ареале расселения савакотов. В пояснительном тексте к этнографической карте она записана как деревня Toiwari (Тайвора, Талворе, Тоивари) и указано количество её жителей на 1848 год: савакотов — 8 м. п., 10 ж. п., всего 18 человек.

ТАЙВОРА — деревня действительного статского советника Кандалинцева, по просёлочной дороге, число дворов — 4, число душ — 7 м. п. (1856 год)

Согласно «Топографической карте частей Санкт-Петербургской и Выборгской губерний» в 1860 году деревня называлась Тойварова и состояла из 4 крестьянских дворов.

ТОЙВАРА — деревня владельческая при колодце, число дворов — 3, число жителей: 5 м. п., 7 ж. п. (1862 год)

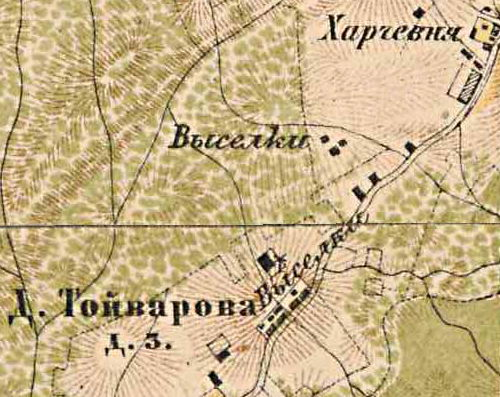
План деревни Тойворово. 1885 год

В 1885 году деревня называлась Тойварова, она насчитывала 3 двора, в деревне была ветряная мельница.
В конце XIX века деревня административно относилась к Гатчинской волости 3-го стана Царскосельского уезда Санкт-Петербургской губернии, в начале XX века — 2-го стана. Население деревни было исключительно финским.
К 1913 году количество дворов не изменилось.
Согласно данным переписи населения СССР 1926 года в деревне Тойворово Миккинского сельсовета Венгисаровской волости Троцкого уезда проживали 33 человека, большинство финны, а также ижоры и эстонцы.

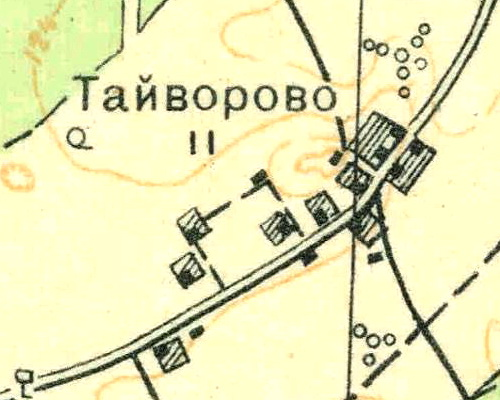
План деревни Тойворово. 1931 год

Согласно топографической карте 1931 года деревня называлась Тайворово и насчитывала 11 крестьянских дворов.
По данным 1933 года деревня называлась Тайворово и входила в состав Вохоновского сельсовета Красногвардейского района.
По данным 1966 года деревня Тайворово находилась в составе Большеондровского сельсовета.
По данным 1973 года деревня называлась Тойворово и входила в состав Большеондровского сельсовета.
По данным 1990 года деревня Тойворово входила в состав Сяськелевского сельсовета Гатчинского района.

## География
Деревня расположена в северо-западной части района на автодороге 41К-227 (Сяськелево — Муттолово).
Расстояние до административного центра поселения, деревни Сяськелево — 1 км.
Расстояние до ближайшей железнодорожной станции Войсковицы — 7 км.

## Демография
| 1838 | 1848 | 1862 | 1997 | 2006 | 2007 | 2010 |
| ---- | ---- | ---- | ---- | ---- | ---- | ---- |
| 21   | ↘18  | ↘12  | ↗792 | ↘756 | ↗765 | ↘727 |
| 2012 | 2013 | 2017 |      |      |      |      |
| ↗894 | ↗895 | ↘886 |      |      |      |      |

В 1997 году в деревне проживали 792 человека.
По состоянию на 1 января 2007 года деревня состояла из 135 домохозяйств, где проживали 765 человек, в 2010 году — 727 .

### Национальный состав
В 2002 году население деревни составляло 397 человек (русские — 85%).
Согласно данным Всероссийской переписи населения 2021 года в деревне проживал 791 человек, из них:
 русские — 758, грузины — 5, украинцы — 5, татары — 4, белорусы — 2, болгары — 1, корейцы — 1, молдаване — 1, турки — 1, удмурты — 1, другие национальности — 1 человек, остальные национальность не указали.

## Инфраструктура
Рядом с деревней находится войсковая часть 41 480.

## Транспорт
От Гатчины до Тойворово можно доехать на автобусе № 522.

## Известные уроженцы
- Муллонен, Иван Адамович (1928—2017) — педагог, инструктор Карельского обкома КПСС (1964—1970), секретарь Карельского областного совета профсоюзов (1970—1988), секретарь Карельского отделения Общества дружбы «СССР — Финляндия», председатель Ингерманландского союза финнов Карелии (с 1990 г.). Лауреат года Республики Карелия (2002 г.)[32][33].